# ريتا دي جونغ
ريتا دي جونغ (بالهولندية: Rita de Jong)‏ هي مجدفة هولندية، ولدت في 12 مارس 1965 في Meerkerk ‏ في هولندا.

## وصلات خارجية
- ريتا دي جونغ على موقع الاتحاد الدولي للتجديف (الإنجليزية)
- ريتا دي جونغ على موقع اللجنة الأولمبية الدولية (الإنجليزية)
- ريتا دي جونغ على موقع أوليمبيديا (الإنجليزية)